# Diamonds (Elton John)
Diamonds è un album di raccolta del cantautore britannico Elton John, pubblicato nel 2017.

## Tracce
Tutte le tracce sono di Elton John e Bernie Taupin eccetto dove indicato.

### Doppio CD/Triplo CD

#### Disco 1
1. Your Song – 4:03
2. Tiny Dancer – 6:15
3. Rocket Man (I Think It's Going to Be a Long, Long Time) – 4:42
4. Honky Cat – 5:13
5. Crocodile Rock – 3:55
6. Daniel – 3:54
7. Saturday Night's Alright for Fighting – 4:54
8. Goodbye Yellow Brick Road – 3:14
9. Candle in the Wind – 3:50
10. Bennie and the Jets – 5:23
11. The Bitch Is Back – 3:45
12. Philadelphia Freedom – 5:20
13. Island Girl – 3:43
14. Someone Saved My Life Tonight – 6:45
15. Don't Go Breaking My Heart (duet with Kiki Dee) (Ann Orson, Carte Blanche) – 4:35
16. Sorry Seems to Be the Hardest Word – 3:52
17. Little Jeannie (Elton John, Gary Osborne) – 4:49

#### Disco 2
1. Song for Guy (Elton John) – 6:34
2. Blue Eyes (Elton John, Gary Osborne) – 3:28
3. I'm Still Standing – 3:04
4. I Guess That's Why They Call It the Blues (Elton John, Davey Johnstone, Bernie Taupin) – 4:43
5. Sad Songs (Say So Much) – 4:48
6. Nikita – 5:44
7. I Don't Wanna Go on with You like That – 4:34
8. Sacrifice – 5:05
9. Don't Let the Sun Go Down on Me (duet with George Michael) – 5:48
10. Something About the Way You Look Tonight – 4:00
11. I Want Love – 4:37
12. Can You Feel the Love Tonight (Elton John, Tim Rice) – 4:01
13. Are You Ready for Love (Thom Bell, LeRoy Bell, Casey James - 2003 Single Edit) – 3:32
14. Electricity (Elton John, Lee Hall) – 3:32
15. Home Again – 5:02
16. Looking Up – 4:06
17. Circle of Life (Elton John, Tim Rice) – 4:53

#### Disco 3 (Edizione Deluxe)
1. Skyline Pigeon (Piano Version) – 3:54
2. Lucy in the Sky with Diamonds (John Lennon, Paul McCartney) – 6:16
3. Pinball Wizard (Pete Townshend) – 5:14
4. Mama Can't Buy You Love (LeRoy Bell, Casey James) – 4:04
5. Part-Time Love (Elton John, Gary Osborne) – 3:13
6. Victim of Love (Pete Bellotte, Sylvester Levay, Jerry Rix) – 3:22
7. Empty Garden (Hey Hey Johnny) – 5:10
8. Kiss the Bride – 4:23
9. That's What Friends Are For (quartet with Dionne Warwick, Stevie Wonder and Gladys Knight) (Burt Bacharach, Carole Bayer Sager) – 4:15
10. The One – 5:53
11. True Love (duet with Kiki Dee) (Cole Porter) – 3:35
12. Believe – 4:47
13. Live Like Horses (duet with Luciano Pavarotti) – 5:07
14. Written in the Stars (duet with LeAnn Rimes) (Elton John, Tim Rice) – 4:17
15. This Train Don't Stop There Anymore – 4:39
16. Good Morning to the Night (with Pnau) (Elton John, Nick Littlemore, Peter Mayes, Bernie Taupin) – 3:24
17. Step Into Christmas – 4:29

### Doppio LP
Tutte le tracce sono di Elton John e Bernie Taupin, eccetto dove indicato.

#### Side A
1. Your Song – 4:03
2. Tiny Dancer – 6:16
3. Rocket Man – 4:42
4. Crocodile Rock – 3:55
5. Daniel – 3:54

#### Side B
1. Saturday Night's Alright for Fighting – 4:54
2. Goodbye Yellow Brick Road – 3:14
3. Candle in the Wind – 3:50
4. Bennie and the Jets – 5:23
5. Someone Saved My Life Tonight – 6:45

#### Side C
1. Don't Go Breaking My Heart [with Kiki Dee] (Ann Orson, Carte Blanche) – 4:35
2. Sorry Seems to Be the Hardest Word – 3:52
3. Song for Guy (Elton John) – 6:34
4. Blue Eyes (Elton John, Gary Osborne) – 3:28
5. I'm Still Standing – 3:04
6. I Guess That's Why They Call It the Blues (Elton John, Davey Johnstone, Bernie Taupin) – 4:43

#### Side D
1. Nikita – 5:44
2. Sacrifice – 5:05
3. Don't Let the Sun Go Down on Me [with George Michael] – 5:48
4. Can You Feel the Love Tonight (Elton John, Tim Rice) – 4:01
5. Are You Ready for Love (Thom Bell, LeRoy Bell, Casey James - 2003 Single Edit) – 3:32

## Classifiche

### Classifiche settimanali
| Classifica (2017-21) | Posizione massima |
| -------------------- | ----------------- |
| Australia            | 3                 |
| Austria              | 26                |
| Belgio (Fiandre)     | 14                |
| Belgio (Vallonia)    | 19                |
| Canada               | 5                 |
| Francia              | 17                |
| Germania             | 31                |
| Irlanda              | 3                 |
| Italia               | 63                |
| Nuova Zelanda        | 2                 |
| Paesi Bassi          | 88                |
| Polonia              | 2                 |
| Portogallo           | 33                |
| Regno Unito          | 5                 |
| Spagna               | 24                |
| Stati Uniti          | 7                 |
| Stati Uniti (rock)   | 1                 |
| Svizzera             | 16                |

### Classifiche di fine anno
| Classifica (2017) | Posizione |
| ----------------- | --------- |
| Regno Unito       | 29        |
| Classifica (2018) | Posizione |
| Australia         | 84        |
| Irlanda           | 35        |
| Nuova Zelanda     | 37        |
| Regno Unito       | 36        |
| Stati Uniti       | 62        |
| Classifica (2019) | Posizione |
| Australia         | 14        |
| Canada            | 24        |
| Irlanda           | 20        |
| Nuova Zelanda     | 9         |
| Regno Unito       | 15        |
| Stati Uniti       | 34        |
| Classifica (2020) | Posizione |
| Australia         | 8         |
| Canada            | 23        |
| Nuova Zelanda     | 12        |
| Regno Unito       | 9         |
| Stati Uniti       | 44        |
| Classifica (2021) | Posizione |
| Australia         | 16        |
| Belgio (Fiandre)  | 183       |
| Canada            | 19        |
| Irlanda           | 11        |
| Regno Unito       | 8         |
| Stati Uniti       | 43        |
| Classifica (2022) | Posizione |
| Australia         | 14        |
| Regno Unito       | 7         |